# Alle Benassi
Pour les articles homonymes, voir Benassi.
Alessandro Benassi, connu sous le nom d'Alle Benassi est un compositeur et  musicien arrangeur italien de musique électronique contemporain. 

## Biographie
Cousin de Benny Benassi, Alle Benassi a créé avec celui-ci le groupe Benassi Bros. Il est également producteur pour de nombreux artistes de son entourage comme Dhany, Sandy Chambers ou Channing.
Passionné de jazz, il est par ailleurs un saxophoniste reconnu, qui se produit dans les clubs de jazz les plus réputés d'Europe.
En 2008, sa chanson I love my sex est utilisée dans la bande originale du film de Jon Hurwitz et Hayden Schlossberg Harold and Kumar escape from Guantanamo Bay.